# Дорі

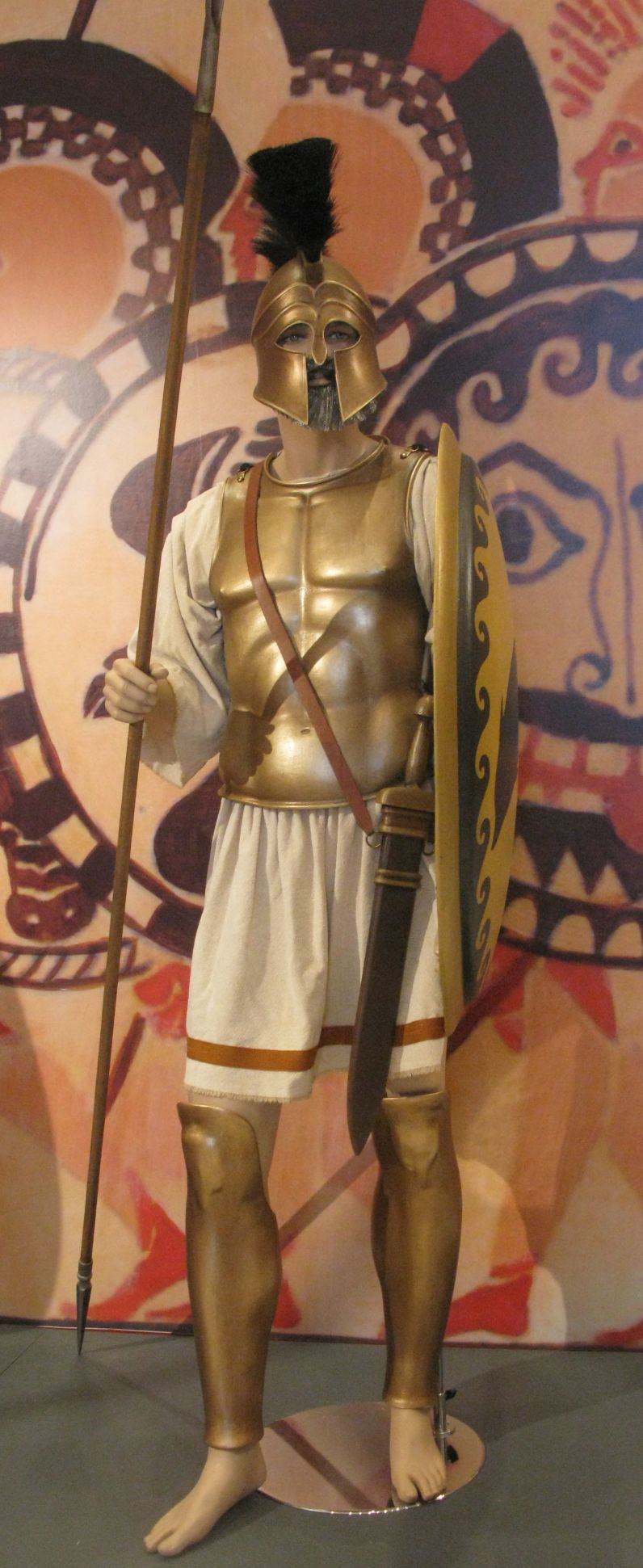
Давньогрецький гопліт зі списом-дорі. Фігура з виставки, присвяченої Марафонській битві, Афіни, Греція

До́рі (грец. δόρυ, dóry), або до́ру  — давньогрецький спис, складова озброєння гоплітів. Первісне й основне значення слова δόρυ — «дерево», потім воно стало означати також і дерев'яний спис (пор. укр. древко). Це слово є похідним від праіндоєвропейського кореня *dóru, *deru- («дерево») і споріднене за походженням зі слов'янським «дерево» та англ. tree.
Згадується ще у Гомера, у двох значеннях: «спис» і «дерево». За часів Гомера та у пізніший, класичний період спис-дорі був символом чоловічої доблесті навіть більшою мірою, ніж меч. Це проявляється у виразі: «Трою здобули списом» та у словах δορυκλητος («списом-переможені») і δορυάλοτος («списом-взяті»).

## Опис
Ратище дорі робилося з кизилу або ясену, слово «кизил» (κράνεια) через це взагалі стало синонімом для означення давньогрецьких списів. Діаметр ратища був 2,5-3 см, довжина коливалася від 2,1 до 3 м, а важило воно 1-2 кг. У місці, де його тримали рукою, воно могло бути обмотано шкірою. Листоподібний наконечник був залізним або бронзовим, спорядженим довгою циліндричною втулкою. На другому кінці ратища він урівнуважувався бронзовим втоком. Вток, який звався грец. σαυρωτήρ, трансліт. завротер, дос. «губитель ящірок», мав кілька функцій. Він слугував не тільки для втикання списа у землю на привалах, але й був запасним наконечником у разі втрати основного, а також міг уживатися для добивання поранених ворогів воїнами задніх лав фаланги.

## Уживання
Дорі тримали одною рукою, бо у лівій руці гопліт тримав круглий щит-аспіс (гоплон). Головною перевагою дорі була його значна довжина, яка перевершувала довжину списів звичайних противників греків — персів часів Дарія та Ксеркса.
Дорі не призначався для метання, хоча його аеродинамічні властивості це уможливлювали. У цілому, дорі був зброєю важкого грецького піхотинця, і ефективно проявляв себе при фаланговому шикуванні: злагоджені дії воїнів включали створення суцільної стіни з довгих списів.

## Інше
- «Дорифор» («Списоносець») — статуя Поліклета, яка зображує юнака зі списом-дорі

## Цікаві факти
- Чоловіче ім'я Дормидон (Дормідонт) походить від грецького Δορυμέδοντος, яке буквально значить «начальник списоносців» — утворене зі слів δόρυ («дорі») та μέδων, μέδοντος («начальник», «очільник»).
- Назва одного з давньогрецьких племен — «дорійці» (грец. Δωριεῖς), за одною з версій, походить від слова «дорі», тобто, буквально — «списоносці»[5]. Згідно з іншою версією, слово Δωριεῖς походить від слова δωρίς («лісиста країна» або «нагір'я», «полонина»), похідного від того ж слова δόρυ, але у його первісному значенні — «дерево». Тобто, дорійці — «люди з лісистих земель» (пор. «древляни») чи «люди з нагір'їв»[6].
- Слово дориносимый (у деяких українських перекладах «дориносний»), яке вживається у «Херувимській пісні», являє собою переклад грецького δορυφορούμενον, тобто «несенний на списах-дорі». Це вказує на стародавній звичай військового тріумфу — підіймати на щиті, покладеного на держаки списів, полководця-тріумфатора. У церковному значенні це слово зображує величний і таємничий похід Сина Божого, якого супроводжують воїнства Небесних Сил[7]. Цікаво, що у старообрядському варіанті «Херувимської пісні» замість дориносимый уживається дароносимый, тобто «той, кому приносять дари»[8].